# Virada
Una virada es el cambio de dirección que se da a una embarcación en movimiento para cambiar la orientación de su trayectoria. Hay viradas por avante hechas durante las bordadas y viradas por redondo, que normalmente se hacen en una empopada, o navegando al largo.

## Tipos de virada

### Trasluchada
La maniobra es virar por redondo. La trasluchada no es una maniobra, significa lo que pasa cuando navegando con viento de popa, tomando la vela mayor el viento por la lua o envés esta cambia de amura por sí misma de forma descontrolada, de una manera accidental. Los usos y costumbres han hecho de este término un sinónimo de la virada por redondo  pero en esta maniobra la vela es llevada al otro lado por la tripulación de forma controlada, evitando la maniobra intempestiva.

### Virada por avante

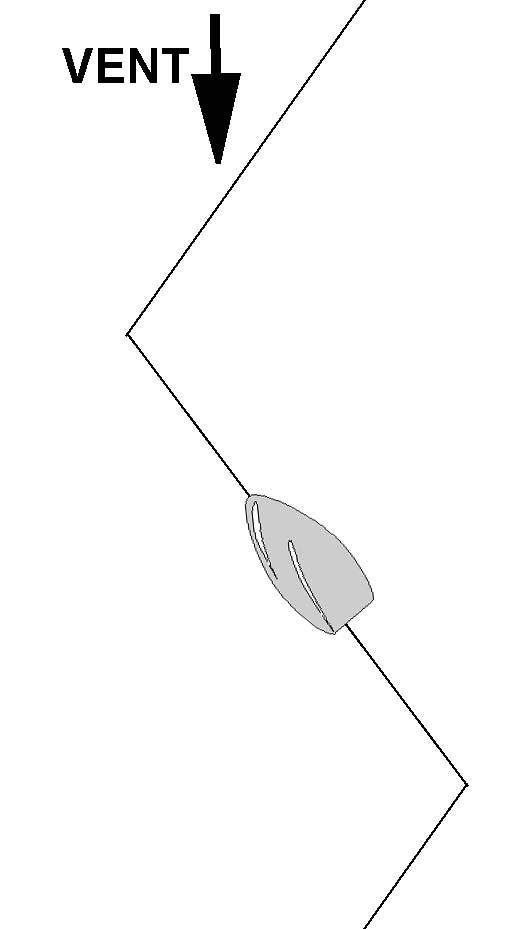
virada por avante

Virada por avante o virada por proa, es el cambio de dirección que se imprime a un yate en movimiento en el sentido hacia donde sopla el viento. Viene por lo tanto usada, por ejemplo navegando de bolina, para cambiar de amura entre un bordada y la siguiente.

En la práctica, la virada por avante se hace hacia babor o a estribor en función de l lado donde está amurada la vela (si está amurada a babor, se vira a babor y viceversa). Esta maniobra de cambio de dirección se efectúa llevando la proa hacia el lugar de donde viene el viento, haciendo más pequeño el ángulo de bolina hasta el cambio de lado desde donde sopla el viento sobre las velas, pasando al bordo opuesto con el consiguiente cambio de amura de las velas a la amura contraria.